# Universal Media Disc
Universal Media Disc (UMD) je optični disk, ki ga izdeluje Sony za uporabo na PlayStation Portable. Prejme do 1.8 GB podatkov kot so igre, filmi, glasba oz. kombinacija naštetega. To je prvi optični disk, namenjen prenosnim video konzolam.